# 2539 Ningxia
2539 Ningxia è un asteroide della fascia principale. Scoperto nel 1964, presenta un'orbita caratterizzata da un semiasse maggiore pari a 2,2622404 UA e da un'eccentricità di 0,1690466, inclinata di 3,97958° rispetto all'eclittica.